# Гуголдуплекс
Гуголдуплекс (англ. googolduplex) — велике число, що дорівнює {\displaystyle 10^{10^{10^{100}}}}, або 10гуголплекс.